# Roast Fish Collie Weed & Corn Bread
A Roast Fish Collie Weed & Corn Bread egy 1978-as album Lee "Scratch" Perry-től.

## Számok

### A oldal
1. "Soul Fire"
2. "Throw Some Water In"
3. "Evil Tongues"
4. "Curly Locks"
5. "Ghetto Sidewalk "

### B oldal
1. "Favourite Dish"
2. "Big Neck Police"
3. "Free Up The Weed"
4. "Mr. D.J. Man" aka  Yu Squeeze Ma Panhandle
5. "Roast Fish & Cornbread"

## Előadók
- Lee Perry – ének, ütősök
- Geoffrey Chung – gitár
- Earl "Chinna" Smith – gitár
- Billy Boy – gitár
- Winston Wright – orgona
- Boris Gardener – basszusgitár
- Mickey Boo – dob
- Sly Dunbar – dob
- Noel "Skully" Simms – ütősök
- Full Experience – háttérvokál

## Roots Archives
- https://web.archive.org/web/20070914180113/http://www.roots-archives.com/release/240